# 产热
产热是生物体产生熱量的过程。所有恒温动物都會产热，某些植物也會產熱，例如臭菘。 生物體有多种产热方式，在一般环境温度下，代谢和肌肉活动就能产热、在寒冷环境下则主要通過冷颤产热。